# Mitrella dictua
Mitrella dictua is een slakkensoort uit de familie van de Columbellidae. De wetenschappelijke naam van de soort is voor het eerst geldig gepubliceerd in 1879 door Tenison-Woods.